# Earl Foster Thomson
Pour les articles homonymes, voir Thomson.
Earl Foster Thomson, né le 14 août 1900 à Cleveland et mort le 5 juillet 1971 à Santa Barbara, est un cavalier américain de dressage et de concours complet.

## Biographie
Earl Foster Thomson est né le 14 août 1900 dans l'Ohio.
Il fait ses études à l'Académie militaire de West Point entre 1918 et 1922, dont il sort diplômé en juin 1922 et au terme desquelles il obtient le garde de second lieutenenant de cavalerie,.
Il suit l'enseignement et l'entrainement d'Harry Chamberlin qui croit beaucoup dans le couple qu'Earl Foster Thomson forme avec la jument Jenny Camp.
En 1932, il participe aux Jeux olympiques, où il obtient en concours complet la médaille d'argent en individuel et la médaille d'or par équipe avec Jenny Camp,. 
En 1936, il participe de nouveau aux Jeux olympiques et remporte pour la seconde fois en complet la médaille d'argent en individuel avec Jenny Camp,.
Lors de la Seconde Guerre mondiale, il se distingue et obtient la Silver Star en tant que Chef d'état-major de la 10e division montée en Italie.
Lors des Jeux olympiques de 1948, il a sous sa responsabilité l'équipe américaine dont il assure l'organisation et le management. Il participe également à cette édition des Jeux, où il remporte la médaille d'argent par équipe en dressage avec Pancraft et la médaille d'or par équipe en complet avec Reno Rhythm,,.
En 1952, il occupe le poste de juge lors des Jeux olympiques à Helsinki. Il prend sa retraite militaire en 1954 au rang de colonel et enseigne par la suite les mathématiques. 
Il est chef d'équipe lors des Jeux olympiques de 1960 à Rome de l'équipe américaine de complet.
Il meurt en 1971 à l'âge de 70 ans.

## Palmarès
Earl Foster Thomson participe aux Jeux olympiques d'été de 1932 à Los Angeles et se classe deuxième de l'épreuve individuelle de concours complet sur le cheval Jenny Camp; il fait aussi partie de l'équipe américaine de concours complet sacrée championne olympique,.
Aux Jeux olympiques d'été de 1936 à Berlin sur sa monture Jenny Camp, il est médaillé d'argent en concours complet individuel,.
Aux Jeux olympiques d'été de 1948 à Londres, il est champion olympique de concours complet par équipe avec Reno Rhythm, et médaillé d'argent de dressage par équipe avec Pancraft.